# Neoclytus jibacoense
Neoclytus jibacoense là một loài bọ cánh cứng trong họ Cerambycidae.